# Stephen G. Simpson

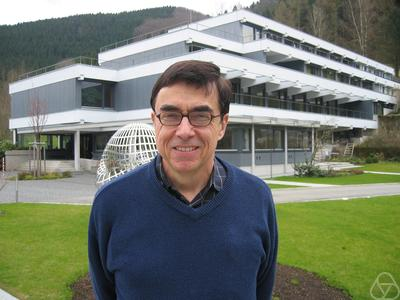

Stephen George Simpson (* 8. September 1945) ist ein US-amerikanischer mathematischer Logiker und Mathematiker.
Simpson studierte 1962 bis 1966 an der Lehigh University, wo er seinen Bachelor- und Master-Abschluss in Mathematik machte. Danach studierte er ab 1966 am Massachusetts Institute of Technology (und 1969/70 an der University of Wisconsin). 1971 promovierte er am MIT bei Gerald E. Sacks (Admissible ordinals and recursion theory). 1971/72 war er Gibbs-Instructor an der Yale University und 1972 bis 1974 Lecturer an der University of California, Berkeley sowie 1974/75 an der Universität Oxford. 1975 wurde er Assistant Professor, 1977 Associate Professor und 1980 Professor an der Pennsylvania State University. Er war unter anderem Gastprofessor an der Ludwig-Maximilians-Universität München (1982/83), der Universität Paris (1981), der University of Chicago (1978), der Stanford University (1987), der University of Illinois und der University of Tennessee.
Simpson befasst sich neben mathematischer Logik, wo er sich unter anderem mit Reverser Mathematik, Theorie der Turing-Grade (Degrees of unsolvability) in der Rekursionstheorie, Komplexitätstheorie beschäftigte, auch mit Kombinatorik und Philosophie der Mathematik, in der er das Konzept Aktualer Unendlichkeit zugunsten Potentieller Unendlichkeit ablehnt. Er schrieb ein Standardwerk über reverse Mathematik (Subsystems of second order logic).
1980 bis 1982 war er Sloan Research Fellow. 2007/8 erhielt er den Grove Award for Interdisciplinary Research an der Penn State. Er ist Mitglied der American Mathematical Society und der Association for Symbolic Logic, in deren Rat (Counsil) er 1986 bis 1989 war.
Zu seinen Doktoranden zählt John R. Steel (offiziell bei John West Addison).

## Schriften
- Degrees of unsolvability. In: Jon Barwise (Hrsg.) Handbook of Mathematical Logic (= Studies in Logic and the Foundations of Mathematics. 90). North Holland, Amsterdam u. a. 1977, ISBN 0-7204-2285-X, S. 631–652.
- Subsystems of Second order arithmetic. Springer, Berlin u. a. 1999, ISBN 3-540-64882-8 (2nd edition. Cambridge University Press, Cambridge u. a. 2009, ISBN 978-0-521-88439-6).
- als Herausgeber: Reverse Mathematics 2001 (= Lecture Notes in Logic. 21). A. K. Peters u. a., Wellesley MA u. a. 2005, ISBN 1-56881-263-9.